# Ərsilə
Ərsilə è un comune dell'Azerbaigian situato nel distretto di Yardımlı. Conta una popolazione di 421 abitanti.